# Senftenberg (Baixa Áustria)
Senftenberg (Baixa Áustria) é um município da Áustria localizado no distrito de Bezirk Krems-Land, no estado de Baixa Áustria.